# Галь Альберман
Галь Альберман (івр. גל אלברמן, нар. 17 квітня 1983, Петах-Тіква) — ізраїльський футболіст, що грав на позиції півзахисника за низку клубних команд і національну збірну Ізраїлю.

## Клубна кар'єра
Народився 17 квітня 1983 року в місті Петах-Тіква. Вихованець футбольної школи місцевого «Маккабі». Дорослу футбольну кар'єру розпочав 2000 року в основній команді того ж клубу, в якій провів п'ять сезонів, взявши участь у 85 матчах чемпіонату.
Влітку 2005 перейшов до представника іспанської Сегунди «Тенерифе», проте вже за півроку повернувся на батьківщину, приєднавшись до єрусалимського «Бейтара».
Своєю грою за останню команду, виступаючи в якій в сезоні 2007/08 був визнаний найкращим ізраїльським футболістом року, привернув увагу представників німецької «Боруссії» (Менхенгладбах), яка шукала можливості для посилення складу після підвищення в класі до Бундесліги. Влітку 2008 року уклав з менхенгладбаським клубом чотирирічний контракт, проте відіграв у Німеччині лише два сезони.
До складу клубу «Маккабі» (Тель-Авів) приєднався 2010 року. Протягом наступних семи сезонів відіграв за тель-авівську команду 160 матч у національному чемпіонаті, поступово ставши одним з лідерів команди, обирався її капітаном.
Завершував ігрову кар'єру протягом 2017—2019 років у клубі «Маккабі» (Хайфа).

## Виступи за збірні
1999 року дебютував у складі юнацької збірної Ізраїлю, взяв участь у 8 іграх на юнацькому рівні.
Протягом 2003—2005 років залучався до складу молодіжної збірної Ізраїлю. На молодіжному рівні зіграв у 12 офіційних матчах, забив 2 голи.
2002 року дебютував в офіційних матчах у складі національної збірної Ізраїлю. Протягом чотирнадцяти років провів у формі головної команди країни 36 матчів, забивши 1 гол.

## Титули і досягнення
- Чемпіон Ізраїлю (5):

«Бейтар»: 2006-07, 2007-08
«Маккабі» (Тель-Авів): 2012-13, 2013-14, 2014-15
- Володар Кубка Ізраїлю (2):

«Бейтар»: 2007-08
«Маккабі» (Тель-Авів): 2014-15
- Володар Кубка Тото (2):

«Маккабі» (Петах-Тіква): 2003-04
«Маккабі» (Тель-Авів): 2014-15